# John Keese
John Keese (* 24. November 1805 in New York; † 30. Mai 1856 ebenda) war ein  US-amerikanischer Auktionator, Publizist und Buchverleger.
Keese trat in der Öffentlichkeit als humorvoller Literaturkritiker auf und veröffentlichte Literarisches aus eigener Feder anonym in großen Tageszeitungen. Das bedeutendste von ihm herausgegebene Werk ist das erstmals 1840 erschienene The poets of America.